# Jordán Tamás (színművész)
Jordán Tamás (Budapest, 1943. január 15. –) a Nemzet Színésze címmel kitüntetett, Kossuth- és Jászai Mari-díjas magyar színész, rendező, színigazgató, főiskolai docens, érdemes művész, a Halhatatlanok Társulatának örökös tagja. A szombathelyi Weöres Sándor Színház alapító és örökös tagja.

## Életpályája
Szülei Jordán László (1918–2015) jogász és Valló Sarolta (1919–2022). Anyai és apai nagyapja is győri, előbbi polgármester-helyettes volt, utóbbi Erdélyből áttelepülve lett a Cardo Bútorgyár tulajdonosa a második világháború végéig. Négy fiatalabb testvére született. A Budafoki úton és a Gellért-fürdő környékén nőtt fel.
Általános és középiskolában is osztálytársak és barátok voltak Bálint Andrással. 1961-ben érettségizett a József Attila Gimnáziumban. Már ekkor érzett vonzalmat a színművészet irányában, de nem vették fel a Színház- és Filmművészeti Főiskolára. 1966-ban földmérő mérnökként szerzett diplomát a Budapesti Műszaki és Gazdaságtudományi Egyetem mérnöki karán, ahova édesapja kérésére felvételizett és ahol egy életre megszerette a geodéziát.
1961-ben Bálint András vitte el az Egyetemi Színpadhoz, amely akkor élte hőskorszakát. Abban az évben alakult meg az ELTE „univerzitas” tagozata is, aminek Ruszt József még mint főiskolás volt a rendezője. Első fia születéséig játszott az együttessel, egyetemi évei alatt. Többek között Sólyom Katival, Halász Péterrel, Fodor Tamással, Hetényi Pállal. Előadásaikkal bejárták Európát, ami a hatvanas években önmagában is irigylésre méltó dolog volt. Első kőszínházi szereplésével zárta ezt az időszakot, amikor egy beugrásra Zsámbéki Gábor lehívta Kaposvárra. Ezután a Fővárosi Tanács telekkitűzési osztályának mérnöke lett.
1970-ben a 25. Színháztól, ahol épp Haumann Péterrel a főszerepben a Szókratész védőbeszéde című darabot rendezték, felkérték egy egymondatos szerepre, mint börtönszolga. Ezután eleinte munka mellett keresetkiegészítésként játszott, hamarosan azonban annyi szerepet kapott, hogy 1972-ben – miután az Országos Rendező Iroda kiadta az igazolást, hogy színész – leszerződött a színházhoz.
Eközben 1973-ban megkapta az Edelényi János által rendezett II. Richard tévéfilm címszerepét, melynek operatőre Fehér György volt, partnerei pedig Básti Lajos, Őze Lajos, Bujtor István, Lukács Sándor, Kőmíves Sándor, Gelley Kornél voltak. Majd hamarosan egy újabb főszerepet kapott, Zolnay Pál és Ragályi Elemér Sámán című játékfilmjében, Zala Márkkal és Jobba Gabival. Ám az egész további életét meghatározó feladat mégis a Költészet: József Attila című 5-ször 20 perces emlékműsor volt, melyet a Magyar Televízió készíttetett szintén Edelényi Jánossal és Fehér Györggyel, hogy méltóképpen megünnepelje József Attila 75. születésnapját. Mindössze három színész szerepelt benne: Cserhalmi Anna, Latinovits Zoltán és Jordán Tamás. Az alkotók ragaszkodtak ahhoz, hogy verseket úgy mondják el, mintha beszélgetnénk valakivel. A zenét a Kaláka és Sebő együttes biztosította. A műsort végül nagy késéssel mutatták csak be, azonban Gábor Miklóstól kapott egy négyoldalas, kézzel írt, elragadtatott levelet. Ezek ihletettségében született meg első önálló József Attila-estje.
1977-től, amikor a 25. Színházat összevonták az Állami Déryné Színházzal, a Várszínház színésze, majd 1980-tól 11 éven át a kaposvári Csiky Gergely Színház művésze volt. Ez az évtized meghatározó időszak volt ez az életében. Adél születése után szerződött oda Bezerédi Zoltán, Básti Juli, Máté Gábor és Eperjes Károly és olyan rendezőkkel dolgozhatott, mint Babarczy László, Ascher Tamás, Gothár Péter, Gazdag Gyula és Ács János. Az 1980-as évek közepétől Lázár Katival már itt is foglalkoztak fiatalokkal. Amikor a társulat kezdett feloszlani, Budapestre költöztek, hogy folytassák a tanítást.
Rendezői debütálása 1987-ben a tettyei romoknál a Pécsi Nyári Színház keretében bemutatott Móricz Zsigmond Úri muri című előadás volt, a kaposvári színház társulatának tagjaival és a Baranya Táncegyüttes statisztériájával. Az előadásban maga is játszott.
1991-ben Lázár Katival közösen megalapították a Merlin Színház színitanodáját, a Merlin Színészképző Műhelyt. Többek között Réz Pál, Györgyfalvai Katalin, Fehér György, Ságodi Gabriella, Pintér Tamás tanítottak ott. Majd, amikor Márton András, a Merlin kitalálója és akivel közösen alapították a színházat, Los Angelesbe utazott, még abban az évben, 2003-ig ő vette át a színház igazgatói posztját.
2003. január 1-jétől 2008. június 30-ig a Nemzeti Színház igazgatója volt. A Nemzeti igazgatása után Szombathelyen megalapította a Weöres Sándor Színházat. 2001 óta járt színészként vagy rendezőként a város rendezvényeire, a karneválra a Sportházban és a nyári játékokra. Ezeken tapasztalta meg, mennyire szeretnének a szombathelyiek színházat.
2002–2006 között a Színház- és Filmművészeti Egyetem osztályvezető tanára volt Lukáts Andorral. 2007-től 2010-ig pedig főiskolai docensként az akkor még a Berzsenyi Dániel Főiskola kereteiben, majd 2008-tól a Nyugat-magyarországi Egyetemhez tartozó Savaria Egyetemi Központ részeként Szombathelyen működő Művészeti, Nevelés- és Sporttudományi Kar Színházművészeti Intézeti Tanszékének vezetője volt. 2017-ben Lukáts Andorral közösen a „kaposvári hagyományokon” alapuló színészképzést indított fiatalok számára a budapesti Sanyi és Aranka Színházban.
2012-től 2015-ig a Nemzeti Kulturális Alap Színházi Szakmai Kollégiumának tagja, 2006 novemberétől 2007 májusáig a Magyar Színházi Társaság elnöke is volt.
2008-ban Fűzfa Balázs irodalomtörténésszel közösen indította útjára a magyar költészet napjához kapcsolódó Nagy versmondás elnevezésű programsorozatot, ami célja, hogy felhívja a figyelmet a magyar líra kiemelkedő műalkotásaira és hogy a résztvevők megtapasztalják, hogy verset tanulni élvezet is lehet, hiszen a közösségi élmény semmivel nem pótolható.
Szinkronizálást csak ritkán vállal.
Feleségével 1963-ban ismerkedtek meg és 1967-ben házasodtak össze. Ebből a házasságból két fia született, Tamás (1968) bútorasztalos lett és Péter (1970), aki televíziós gyártásvezető. Nem váltak el, mert Jordán Tamás családja rendkívül vallásos. Lázár Kati Kossuth-díjas színművésznő másfél-két évtizeden át volt élettársa, lányuk Jordán Adél (1980) színésznő. Pap Kriszta közgazdásszal, aki előbb munka-, majd élettársa lett, a Merlin Színházban eltöltött időben ismerkedett meg, fiuk, Benedek (1997) focizik. 2018-ban, 22 év után különváltak útjaik.
6 unokája van.
2020. február 25-én választották a nemzet színészévé Andorai Péter helyére.

## Színházi munkái

### Fontosabb színpadi szerepei

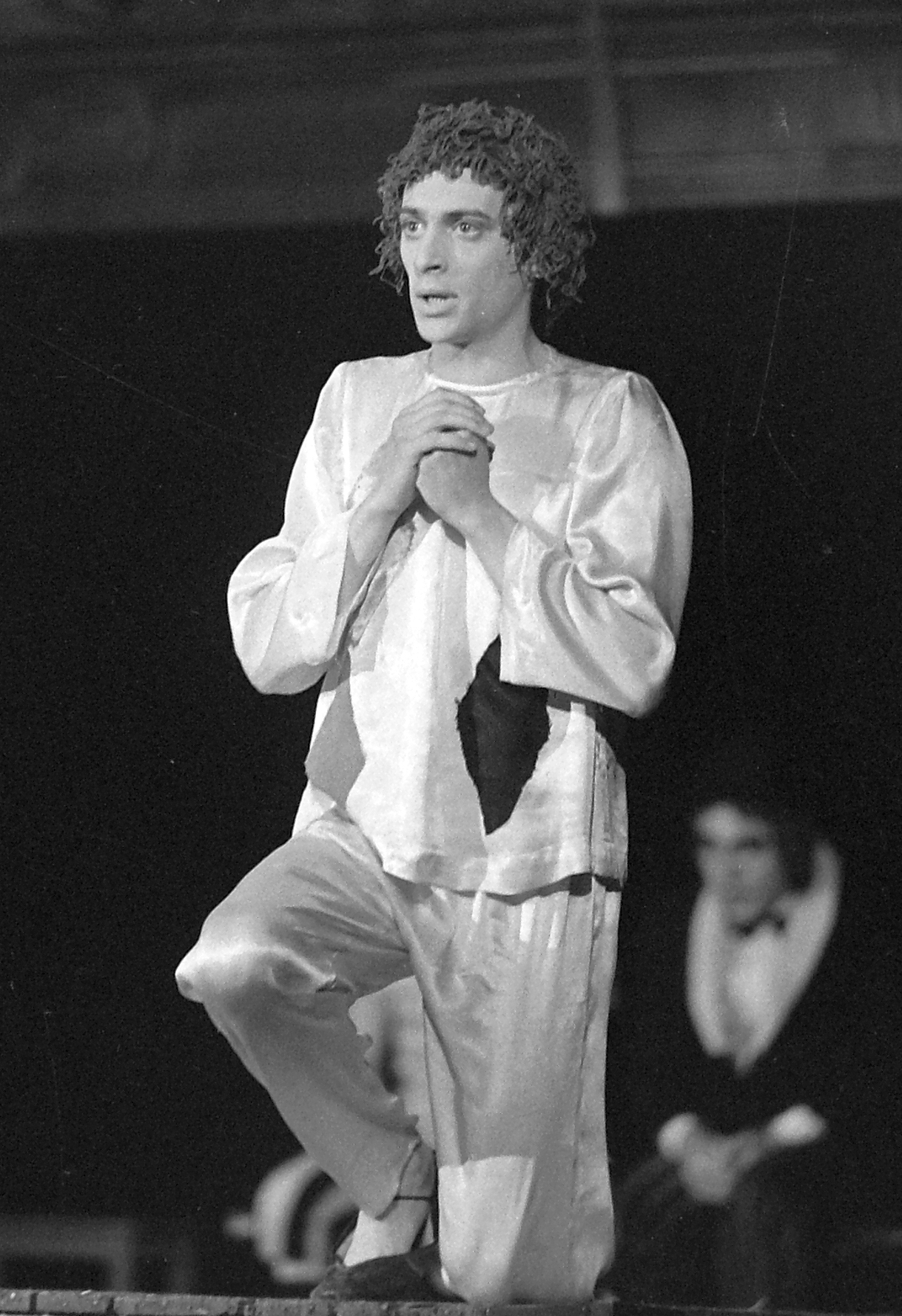
Az Egyetemi Színpadon (Kádas Tibor fotója, 1973)

- Platón: Szókratész védőbeszéde (Szókratész)
- Molière, Örkény István: Zsugori uram telhetetlen, fösvény ember (Zsugori uram)
- Illyés Gyula: Kegyenc (A kegyenc)
- Mihail Afanaszjevics Bulgakov, Babarczy László, Szöllősy Klára: A Mester és Margarita („A Mester”, Jesua Ha-Nocri)
- Bulgakov, Elbert János: Képmutatók cselszövése[m 3] (Molière)
- Peter Weiss: Marat/Sade[m 4] (De Sade márki)
- Anton Pavlovics Csehov, Spiró György: Cseresznyéskert (Gájev)
- Alex Koenigsmark, Varga Győző: Agyő, kedvesem (Culik)
- Federico García Lorca, András László: Bernarda Alba háza (Bernarda Alba)
- George Bernard Shaw, Ottlik Géza: Szent Johanna (Warwick gróf)
- Eugène Ionesco, Gera György: A kopasz énekesnő (Mr. Smith)
- Sławomir Mrożek, Kerényi Grácia: A rendőrség (rendőrfőnök)
- Samuel Beckett, Kolozsvári Grandpierre Emil: Godot-ra várva (Vladimir)
- Nyikoláj Robertovics Erdman, Dalos Rimma: Az öngyilkos (Alexandr Petrovics Kalábuskin)
- Fejes Endre: Cserepes Margit házassága (Cserepes István)
- Weöres Sándor: A kétfejű fenevad (Lipót)
- Carlo Goldoni, Jékely Zoltán: Karneválvégi éjszaka (Momolo)
- Anton Pavlovics Csehov, Makai Imre: Sirály (Trigorin)
- Arthur Miller, Ungvári Tamás: Az ügynök halála (Ben bácsi)
- John Kander, Fred Ebb, Joe Masteroff: Kabaré (Schultz úr)
- Móricz Zsigmond, Jordán Tamás: Rokonok (Berci bácsi)[40]

### Rendezései
- Móricz Zsigmond: Úri muri (Pécsi Nyári Színház a Tettyei Romoknál, 1987)
- Carlo Goldoni: Karneválvégi éjszaka (Csiky Gergely Színház, 1990)
- Jean Anouilh: Szeret, nem szeret (Csiky Gergely Színház, 1991)
- Rainer Werner Fassbinder: Petra von Kant keserű könnyei (Merlin Színház, 1992)
- Madách Imre: Az ember tragédiája (Merlin Színház, 1999)
- Móricz Zsigmond: Rokonok (Radnóti Miklós Színház, 2000)
- Csiky Gergely: Buborékok (Nemzeti Színház, 2004)
- Ion Luca Caragiale (Réz Pál fordítása nyomán Parti Nagy Lajos): Farsang (Nemzeti Színház, 2005)
- Móricz Zsigmond, Jordán Tamás: Rokonok (Weöres Sándor Színház, 2012)

### Önálló estjei
- Amit szívedbe rejtesz (József Attila Szabad ötletek jegyzéke című műve, verseivel kiegészítve)[41]
- Szólt az ember (Sebő Ferenccel közös József Attila-estje)[42]
- Platón: Szókratész védőbeszéde (1992-től Horváth Ákossal, 2015-től Berkes Bencével közös előadás, Devecseri Gábor fordításában)[43][44][45]
- Széllel szembe – poénok és poémák (Jordán Tamás stand up estje)[46]

#### Drámái
- Jordán Tamás, Selmeczi György (zene): Szeretni kell (Merlin Színészképző műhely, 1994)[47][48]
- Jordán Tamás, Selmeczi György: Megadom, és… (Merlin Színészképző műhely, 1997)[49]
- Móricz Zsigmond alapján színpadra alkalmazta Jordán Tamás: Rokonok (Győri Nemzeti Színház, 2004; Weöres Sándor Színház, 2012)[50]
- Jordán Tamás, Barták Balázs: A szentgotthárdi csata (Weöres Sándor Színház gálaműsor, Szentgotthárd, 2014)[51]

## Filmes, televíziós munkái

### Televíziós és filmszerepei

#### Játékfilmek
- Staféta (1971) .... Tamás
- Teketória (Tamás, 1977)
- Sámán (Tamás, 1977)
- Megáll az idő (Lovas, 1982)
- Elveszett illúziók (1983)
- Első kétszáz évem (1985)
- Hány az óra, Vekker úr? (Veiszkopf Árpád/Vekker úr, 1985)
- Embriók (1986)
- Érzékeny búcsú a fejedelemtől (1987)
- Szédülés (1990)
- Céllövölde (1990)
- A távollét hercege (1991)
- Az utolsó nyáron (1991)
- Édes Emma, drága Böbe (1992)
- Sose halunk meg (Vigéc, 1993)
- Pá, drágám! (1994)
- Ez van, Azarel! (1995)
- Szamba (1995)
- Apa győz (1997)
- Pannon töredék (1998)
- A napfény íze (1999)
- Kínai védelem (1999)
- Az utolsó blues (2002)
- Szent Iván napja (2003)
- Csudafilm (Dr. Bilkei ,2005)
- Mansfeld (2006)
- Premier (2006)
- Szabadság, szerelem (Karcsi nagyapja, 2006)
- Megy a gőzös (2007)
- Noé bárkája (Adorján, 2007)
- Szabadesés (2014)
- Testről és lélekről (2017)
- A pásztor (2019)
- Az unoka (2022)
- Együtt kezdtük (2022)
- Ma este gyilkolunk (2024)

#### Tévéfilmek
- A kolozsvári bíró (1971)
- Szerelmem, Elektra (1974)[52]
- II. Richárd (II. Richárd, 1975)
- A bosszú (Ferficskin, 1977)
- Angliai II. Edward élete (1978)
- Viszontlátásra, drága! (1978)
- A Danton-ügy (Robespierre, 1978)
- Forró mezők (1979)
- Az a szép, fényes nap (1981)
- Optimisták (1981)
- Macbeth (1982)
- A tökfilkó (Vatelin, 1982)
- Mint oldott kéve 1-6. (1983)
- A béke 7. napja (1983)
- Torquato Tasso (1984)
- A kárókatonák még nem jöttek vissza (1985)
- Csinszka (1987)
- A varázsló álma (1987)
- A pacsirta (1987)
- Gaudiopolis - In memoriam Sztehlo Gábor (1989)
- Szonatina egy páváért (1990)
- Cikász és a halló pálmák (1990)
- Karneválvégi éjszaka (1990) rendező is
- Az öngyilkos (1990)
- Yvonne, burgundi hercegnő (1990)
- Brigitta (1993)
- Hanna (1993)
- Devictus Vincit (Mindszenty József, 1994)
- A kert (1994)
- Pá, drágám (1994)
- Családi nyár (1995)
- Aranyoskáim (1996)
- Szigetvári vértanúk (1996)
- Offenbach titkai (1996)
- Apa győz (1997)
- A fiú naplójából (1997)
- Kisváros (Zsigmond Ferenc, 2001)
- Csaó, bambino (2005)
- A kékszakállú herceg vára (2005)
- A Veinhageni rózsabokrok (2006)
- Az igazi halál (2007)
- Tűzvonalban (Kolonics, 2007–2010)
- Géniusz, az alkimista (Bíboros, 2009)
- Utolsó rapszódia (Liszt Ferenc, 2011)
- Terápia (2014)
- Janus (2015)
- Keresztanyu (2021–2022)
- Hazatalálsz (2023–2024)

### Szinkronszerepei
- Párbaj a szigeten – további magyar hang (1962)
- A napfény íze – Sors Gusztáv (John Neville) (1999)
- Világszám! – Színházigazgató (Jiří Menzel) (2004)

## Rádió- és hangjáték szerepei
Rádiójáték
- Vészi Endre: Bukósisak (1973)
- Bárdos Pál: "A goromba tábornok esete" (1999)
- Vinnai András: Nagyon rossz a memóriám (2003)
- Lanczkor Gábor: A malária (2012) – Alexander Csoma de Körös /Kőrösi Csoma Sándor/[53][54]

Hangoskönyv
- Ady Endre válogatott versei (Kossuth Kiadó és Mojzer Kiadó, 2005) – közreműködő[55]
- József Attila versei (önálló estje Sebő Ferenccel, Arany Klasszikusok sorozat, Kossuth Kiadó és Mojzer Kiadó, 2008)[55][56]
- Az vagy nekem… (szerelmes versek, 2013) – közreműködő[57]
- Lev Tolsztoj: Ivan Iljics halála (Hungaroton, 2019)[58]

## Könyve
- Hátrametszés. Az életem – tétre, helyre, befutóra; Alexandra, Pécs, 2016 ISBN 978 963 357 966 4

## Verse
- Eleje, közepe, vége (a Kaláka együttes megzenésítette)[59][60]

## Díjai, elismerései
- Jászai Mari-díj (1978)
- Érdemes művész (1986)
- Kossuth-díj (1996)
- Budapestért díj (2000)[61]
- A Magyar Köztársasági Érdemrend középkeresztje (2002)
- Pro Civitate díj (2006)
- Örökös tag a Halhatatlanok Társulatában (2007)
- A Magyar Köztársasági Érdemrend középkeresztje a csillaggal (2010)
- Prima díj (2011)
- Jubileumi Prima Primissima díj (2012)
- Bessenyei Ferenc-díj (2013)[62]
- 16. VIDOR Fesztivál életműdíja (2017)[63]
- Zugló díszpolgára (2017)[64]
- Hazám-díj (2017)[65]
- Radnóti Miklós antirasszista díj (2018)[66]
- Szombathely díszpolgára (2019)
- A Nemzet Színésze (2020)
- A Weöres Sándor Színház örökös tagja (2022)[67]
- Budapest díszpolgára (2023)[68]